# Gottfried Wilhelm Osann
Gottfried Wilhelm Osann (26 de octubre de 1796, Weimar - 10 de agosto de 1866, Würzburg) fue un químico y físico alemán. Es conocido por sus trabajos sobre la química del metal platino.

## Estudios y vida profesional
Estudió ciencias naturales y se convirtió en un privatdozent de física y de química en la Universidad de Erlangen en 1819. Entre 1821 y 1823 ocupó el mismo cargo en la Universidad de Jena. Enseñó química y medicina en la Universidad de Tartu en Estonia desde 1823 hasta 1828, y desde 1828 en la Universidad de Wurzburgo.

## Descubrimiento del rutenio
Una colaboración con Jöns Jakob Berzelius casi condujo al descubrimiento del rutenio en 1828. Disolvieron el mineral de platino de los montes Urales en agua regia y tamizaron el residuo. Donde Berzelius no encontró nada, Osann pensó que había detectado tres nuevos metales y los llamó pluranium (concatenación de platino y Urales), rutenio (a partir del nombre latino de Rusia) y polinium (de la palabra griega polia, que significa "de cabello gris", por el color de los residuos; no debe confundirse el polinium con el polonio, descubierto más tarde). Por desgracia, la cantidad de metales era demasiado pequeña como para aislarlos. No fue hasta el químico ruso Karl Claus (también llamado Karl Karlovich Klaus, en idioma ruso) pudo verificar su existencia, lo que hizo en 1844, mediante el aislamiento de cantidades mensurables de rutenio. Por esta razón, Claus es a menudo mencionado como el descubridor del rutenio en lugar de Osann.